# Martijn Kuiper
Martijn Kuiper (* 26. November 1970 in Amsterdam) ist ein niederländischer Schauspieler.

## Leben
Kuiper wurde am 26. November 1970 in Amsterdam geboren. Er spricht fließend Niederländisch, Englisch und Spanisch. Seit Ende der 1990er Jahre ist er als Fernseh- und Filmschauspieler tätig. Er wirkte um die Jahrtausendwende in mehreren spanischen Fernsehserien mit. Wiederkehrende Rollen erhielt er unter anderen in Al salir de clase und Ana y los 7. Episodenrollen erhielt er Mitte der 2000er Jahre in den Fernsehserien Los Serrano und Dance – Der Traum vom Ruhm. 2010 verkörperte er eine Rolle als Dieb im Film Kidnapped. Von 2016 bis 2018 spielte er in der Fernsehserie Sr. Ávila die Rolle des Cardozo. Von 2017 bis 2018 hatte er die Rolle des Gregory Jones in der Fernsehserie Señora Acero inne.
Von 2018 bis 2020 spielte er die Rolle des Jim Chance in der Fernsehserie Falsche Identität. Für seine Rolle im Film Ricochet aus dem Jahr 2020 gewann er den Ojitos, einen auf dem Morelia International Film Festival vergebenen Preis, für den besten Schauspieler. Wiederkehrende Serienrollen spielte er in La Reina del Sur und Travesuras de la Niña Mala. Seit 2023 spielt er die Rolle des Lucas Manzano in der Fernsehserie El Señor de los Cielos.

## Filmografie (Auswahl)
- 1997: Amor de hombre
- 1999: La sombra de Caín
- 2000: Compañeros (Fernsehserie, Episode 5x03)
- 2001: Antivicio (Fernsehserie, Episode 1x09)
- 2001–2002: Al salir de clase (Fernsehserie, 16 Episoden)
- 2003: Ana y los 7 (Fernsehserie, 2 Episoden)
- 2003: Los Serrano (Fernsehserie, Episode 2x07)
- 2005: Dance – Der Traum vom Ruhm (Un paso adelante, Fernsehserie, Episode 6x12)
- 2005: Aquí no hay quien viva (Fernsehserie, Episode 3x23)
- 2005: Al filo de la ley (Fernsehserie, Episode 1x08)
- 2007: Los hombres de Paco (Fernsehserie, Episode 2x11)
- 2007: Quart (Fernsehserie, 6 Episoden)
- 2008: Sin tetas no hay paraíso (Fernsehserie, 6 Episoden)
- 2008: Dos de mayo – La libertad de una nación (Fernsehserie, 9 Episoden)
- 2009: Somos cómplices (Fernsehserie, 2 Episoden)
- 2010: Kidnapped (Secuestrados)
- 2011: Ángel o demonio (Fernsehserie, Episode 2x05)
- 2011: Águila Roja (Fernsehserie, 2 Episoden)
- 2012: Dust & Bullets (Kurzfilm)
- 2012: Justicia sangrienta (Fernsehserie, 8 Episoden)
- 2013: Libres (Fernsehserie, Episode 1x06)
- 2013: #Sequence
- 2014: Museo Coconut (Fernsehserie, Episode 3x09)
- 2014: Schimbare
- 2014: Hermanos (Fernsehserie, Episode 1x04)
- 2014: Vive cantando (Fernsehserie, Episode 2x09)
- 2014: Velvet (Fernsehserie, Episode 2x09)
- 2014: Una semana de ocho días
- 2015: Last Memory (Kurzfilm)
- 2015: Ozean der Träume: Dil Dhadakne Do (Dil Dhadakne Do)
- 2015: The Cloud (Kurzfilm)
- 2016: Entre Correr y Vivir (Fernsehserie)
- 2016: Happyless
- 2016–2018: Sr. Ávila (Fernsehserie, 15 Episoden)
- 2017: AMOR
- 2017–2018: Señora Acero (Fernsehserie, 19 Episoden)
- 2018: Ingobernable (Fernsehserie, 11 Episoden)
- 2018: Run Coyote Run (Fernsehserie, Episode 2x09)
- 2018–2020: Falsche Identität (Falsa Identidad, Fernsehserie, 75 Episoden)
- 2019: Toy Boy (Fernsehserie, Episode 1x07)
- 2020: Ricochet
- 2022–2023: La Reina del Sur (Fernsehserie, 6 Episoden)
- 2022–2023: Travesuras de la Niña Mala (Fernsehserie, 4 Episoden)
- 2023: Blind Waters
- seit 2023: El Señor de los Cielos (Fernsehserie)
- 2024: Correr para Vivir